# Suda (Kreta)
Suda (gr. Σούδα) – miejscowość portowa w Grecji, położona na Krecie, nad zatoką Suda, w administracji zdecentralizowanej Kreta, w regionie Kreta, w jednostce regionalnej Chania, w gminie Chania. W 2011 roku liczyła 6358 mieszkańców.
Obecnie znajduje się tam baza morska NATO, a także cmentarz aliancki z okresu II wojny światowej, na którym pochowani są również cywile zabici podczas walk o Kretę. Na cmentarzu pochowany jest również polski lotnik zestrzelony 19 listopada 1943 w okolicach Krety J. Zbyszyński. Według tablicy umieszczonej na cmentarzu, spoczywa tam: 862 Brytyjczyków, 5 Kanadyjczyków, 197 Australijczyków, 446 Nowozelandczyków, 9 Południowoafrykańczyków, 1 Hindus, 7 innych.